# Siegfried Beer

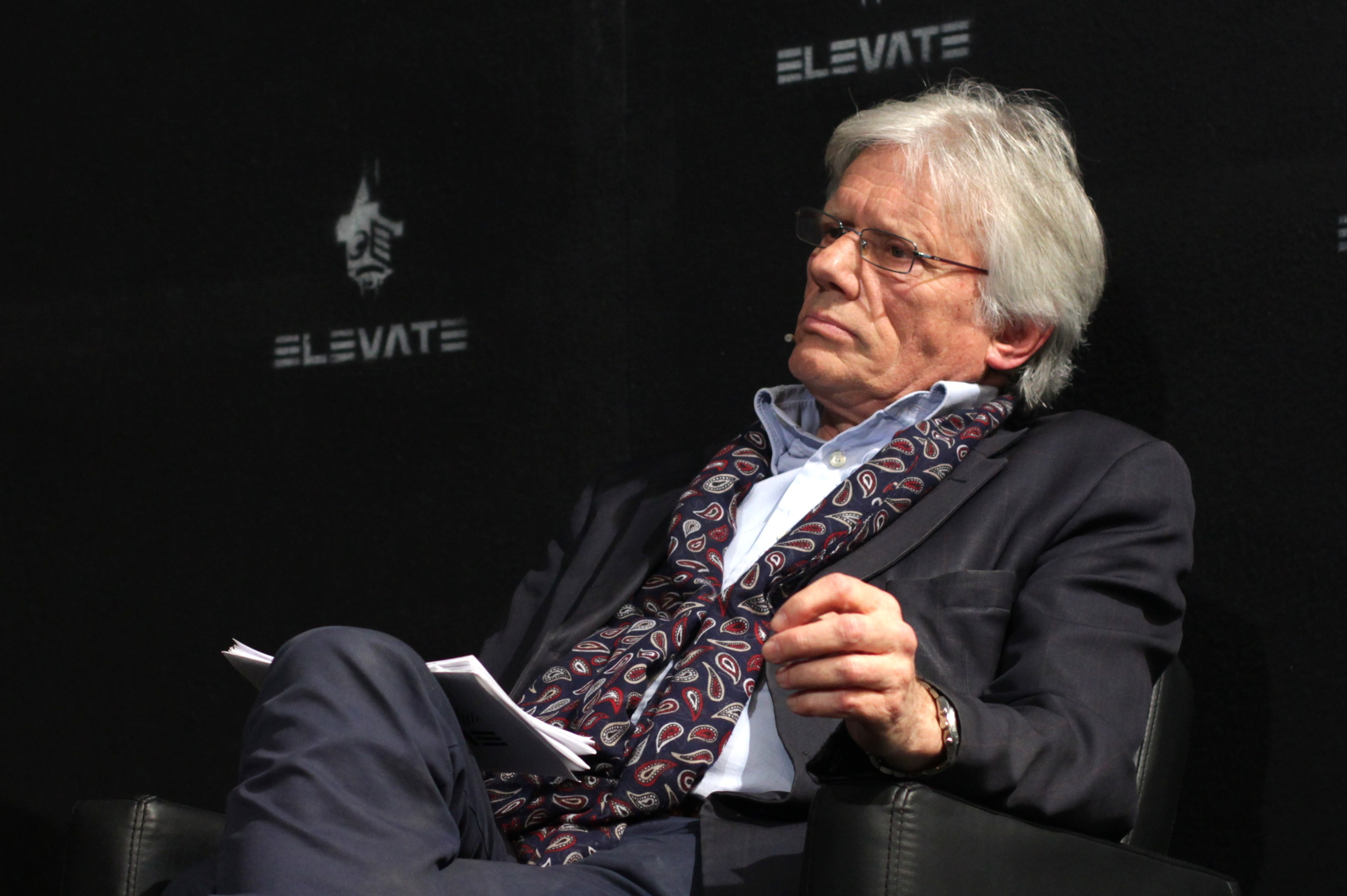
Siegfried Beer auf dem Elevate Festival 2019

Siegfried Beer (* 24. Juni 1948 in Scheibbs, Niederösterreich) ist ein österreichischer Historiker und Geheimdienstspezialist. Bis zu seiner Pensionierung im Oktober 2013 war er außerordentlicher Universitätsprofessor der Karl-Franzens Universität Graz am Institut für Geschichte. Er hat die Lehrbefugnis im Fach Allgemeine Neuere Geschichte und Allgemeine Zeitgeschichte. 

## Leben
Beer studierte Geschichte und Anglistik/Amerikanistik an der Universität Wien und an der Wesleyan University in Middletown (Connecticut). Er habilitierte sich an der Universität Graz für allgemeine neuere und allgemeine Zeitgeschichte, wo er als außerordentlicher Professor tätig war. Beer war 1996–1997 als Schumpeter-Forschungsprofessor an der Harvard University. Er ist seit 1999 Mitglied der Wiener Rückstellungskommission, seit 2004 Mitglied der Historischen Landeskommission für Steiermark (HLK). 2007 war er als Botstiber Visiting Professor an der Columbia University tätig, seit 2008 leitet er das Botstiber Institute for Austrian-American Studies (BIAAS) in Media, Pennsylvania. 2014 wurde er Mitglied der European Academy of Sciences and Arts.
Seine Forschungsschwerpunkte betreffen die Themen Internationale Beziehungen im 19. und 20. Jahrhundert, Anglo-amerikanische Geschichte seit 1776, Geheimdienste im 20. Jahrhundert, Österreich im 20. Jahrhundert. Er war Leiter des von ihm 2004 gegründeten ACIPSS, dem Austrian Center for Intelligence, Propaganda and Security Studies, bis zu seinem Rücktritt 2018. Von 2007 bis 2018 war Siegfried Beer zusätzlich Herausgeber des „Journal for Intelligence, Propaganda and Security Studies“ (JIPSS).

## Publikationen
- Der „unmoralische“ Anschluß. Britische Österreichpolitik zwischen Containment und Appeasement 1931–1934 (= Veröffentlichungen der Kommission für Neuere Geschichte Österreichs. Bd. 75). Böhlau, Wien u. a. 1988, ISBN 3-205-08748-8 (Zugleich: Wien, Universität, Dissertation, 1981/82: Zwischen „Containment“ und „Appeasement“.).
- mit Stefan Karner: Der Krieg aus der Luft. Kärnten und Steiermark. 1941–1945. Weishaupt, Graz 1992, ISBN 3-900310-38-6.
- als Herausgeber: Die „britische“ Steiermark 1945–1955 (= Forschungen zur geschichtlichen Landeskunde der Steiermark Bd. 38). Historische Landeskommission für Steiermark, Graz 1995, ISBN 3-901251-09-X.
- als Herausgeber mit Anderen: Österreich unter alliierter Besatzung. 1945–1955 (= Studien zu Politik und Verwaltung. Bd. 63). Böhlau, Wien u. a. 1998, ISBN 3-205-98588-5.
- als Herausgeber: Focus Austria. Vom Vielvölkerreich zum EU-Staat. Festschrift für Alfred Ableitinger zum 65. Geburtstag (= Schriftenreihe des Instituts für Geschichte. Bd. 15). Institut für Geschichte, Graz 2003, ISBN 3-901921-22-2.
- als Herausgeber mit James S. Amelang: Public Power in Europe. Studies in Historical Transformations (= Creating links and innovative overviews for a New History Research Agenda for the citizens of a growing Europe. Thematic work group 1: States, legislation, institutions. Bd. 1). PLUS-Pisa University Press, Pisa 2006, ISBN 88-8492-401-4.

## Belege
1. ↑  Siegfried Beer. Abgerufen am 1. Januar 2025.
2. ↑  Siegfried Beer – ACIPSS. Abgerufen am 10. Juni 2023.

| Personendaten    | Personendaten                                          |
| ---------------- | ------------------------------------------------------ |
| NAME             | Beer, Siegfried                                        |
| KURZBESCHREIBUNG | österreichischer Historiker und Geheimdienstspezialist |
| GEBURTSDATUM     | 24. Juni 1948                                          |
| GEBURTSORT       | Scheibbs                                               |